# Tagesschau (ARD)
Die Tagesschau (Eigenschreibweise: tagesschau) ist eine Nachrichtensendung der ARD, die von ARD-aktuell in Hamburg produziert und täglich mehrmals im Ersten, auf tagesschau24 und online ausgestrahlt wird. Darüber hinaus läuft die Hauptausgabe um 20 Uhr zusätzlich in den meisten Dritten Fernsehprogrammen, Spartenkanälen und Inforadios der ARD. Die Fernsehsendung ist Teil der multimedialen Nachrichtenmarke tagesschau.
Die Tagesschau ist die älteste noch bestehende Sendung im deutschen Fernsehen und nach der Aktuellen Kamera die zweitälteste deutsche Nachrichtensendung. Redaktion und Produktion der Tagesschau sind beim NDR (zuvor beim NWDR) in Hamburg angesiedelt. Es werden bis zu 20 Ausgaben pro Tag erstellt und ausgestrahlt. Die Hauptausgabe um 20 Uhr erreicht täglich etwa 10 Millionen, teils bis zu 18 Millionen Menschen.

## Geschichte

Logo der Tagesschau ab 1956

Im Herbst 1951 schloss der NWDR mit der Neuen Deutschen Wochenschau einen Vertrag: Aus dem Filmmaterial der Wochenschau sollte der erste und zunächst einzige Redakteur Martin S. Svoboda mit zwei Schnittmeisterinnen eine Aktualitätenschau für das geplante Fernsehprogramm zusammenstellen. Im Keller des heutigen Hamburger Warburg-Hauses in der Heilwigstraße 116 arbeitete das kleine Team; die Filmrolle brachte Svoboda mit der U-Bahn zum Heiligengeistfeld, denn vom dortigen Weltkriegsbunker aus wurde gesendet.

### Erste Sendungen
Die erste Tagesschau startete offiziell am 26. Dezember 1952, einen Tag nach dem Programmstart des NWDR-Fernsehens im Nordprogramm des Senders und fünf Tage nach der Erstausgabe ihres DDR-Pendants Aktuelle Kamera. Im NWDR-Versuchsprogramm lief die Tagesschau zuvor schon ab dem 4. Januar 1952 zunächst unter dem Namen Fernseh-Filmbericht und ab 1. November als Tagesschau  – nach abweichender Angabe erfolgte die Umbenennung bereits im August. Anfangs wurden wöchentlich drei Ausgaben gesendet, montags, mittwochs und freitags um 20 Uhr (dazwischen wurde die Tagesschau um 22 Uhr wiederholt). Das Programm erreichte anfangs etwa 1000 Zuschauer. Thema der ersten Tagesschausendung war die Koreareise Eisenhowers, die schon mehrere Wochen zurücklag, das Richtfest für die Fernsehstudios in Hamburg-Lokstedt, eine Eisrevue und das Fußballspiel Deutschland gegen Jugoslawien. Die erste, von 1952 bis 1956 regelmäßig als Titelfanfare der Tagesschau eingesetzte Melodie war das Stück Leinen los von Wolfgang Friebe.
Der Unterschied zur Wochenschau lag vor allem darin, dass die Tagesschau aktueller und schneller war. Sie bestand jedoch ebenfalls aus Filmberichten und Standbildern ohne Nachrichtensprecher und mit einer für Filme typischen, der Filmhandlung folgenden live gesprochenen Kommentarstimme (Sprecher Cay Dietrich Voss) aus dem Off. Bis 1953 stammte das gesamte Material von der Wochenschau. Inhaltlich herrschte ein Mix aus Katastrophen, Sport und „bunten Nachrichten“ vor, die Politik spielte eine untergeordnete Rolle. Die Unterhaltung stand im Vordergrund.
Als Zusammenfassung der Tagesschau wurde ab dem 4. Januar 1953 sonntags der Wochenspiegel ausgestrahlt.

### 1955–1970
1955 wurde die Redaktion nach Hamburg-Lokstedt verlegt, wo der NDR seine ersten Fernsehgebäude errichtete; der Vertrag mit der Wochenschau lief aus. Jetzt lieferten vor allem Agenturen Filmbilder, und im Oktober 1958 begann der Nachrichtenaustausch der Eurovision. Seit 1. Oktober 1956 sendete die Tagesschau täglich montags bis samstags; sie bestand weiterhin nur aus Filmen. Ab dem 2. März 1959 lieferte der NDR-Hörfunk einen fünfminütigen Wortblock dazu; Karl-Heinz Köpcke war der erste Nachrichtensprecher. Aus der filmischen Nachricht wurde die illustrierte Wortnachricht – das ist die heute noch gültige Form. „Für Millionen deutscher Staatsbürger ist die Tagesschau des Deutschen Fernsehens zu einer selbstverständlichen Gewohnheit geworden“, schrieb 1962 der damalige ARD-Vorsitzende Hans Bausch zum zehnten Jubiläum der Sendung, die seit September 1961 auch sonntags zu sehen ist. „Keine Sendung des Deutschen Fernsehens und keine Sendereihe hat eine so beständig hohe Zuschauerquote aufzuweisen wie dieser tägliche Fernseh-Nachrichtendienst.“
Seit 1960 existiert eine eigene Wetterredaktion, die im Hessischen Rundfunk angesiedelt ist. Die erste Wettervorhersage lief unter der Bezeichnung Das Wetter von morgen am 1. März 1960. Die Daten werden vom Deutschen Wetterdienst bezogen. Zunächst wurde auf den Wetterkarten Deutschland in den Grenzen von 1937 dargestellt. Nachdem dies geändert wurde, protestierten die Vertriebenenverbände.
Seit den Anfängen wird jede Tagesschau-Sendung mit einem Gongschlag eingeleitet. Die ab 1956 verwendete und später mehrfach abgewandelte Erkennungsmusik der Tagesschau entstammt der Komposition Hammond-Fantasie von Hans Carste und wurde von Rudolf Kühn für das Rundfunkorchester arrangiert. Zwischen beiden Komponisten kam es ab 1967 zum Rechtsstreit über beider Anteil an dem Werk. Die Interpretation der Erkennungsmelodie passt sich in den kommenden Jahren dem Zeitgeist immer wieder an.

### 1970–2000
Seit 29. März 1970 sendet die Tagesschau in Farbe, das Design wurde verändert, Illustrationen sollten die Nachrichtenthemen verdeutlichen. Seit demselben Tag verzichtet die Redaktion bei der Wetterkarte auf die alten Reichsgrenzen.
Ab Januar 1972 wurde das Blue-Screen-Verfahren zur Projektion von veränderbaren Bildern auf den künstlichen Studiohintergrund eingesetzt.
Ab 1976 trat als erste Tagesschau-Sprecherin Dagmar Berghoff auf.
Im Januar 1978 ging die erste Tagesthemen-Sendung über den Bildschirm. Mit dem neuen Format etablierte die ARD ein längeres News-Format am späten Abend, das meist 30 Minuten dauert. Neben aktuellen Geschehnissen beleuchtet die Sendung die Hintergründe im politischen, wirtschaftlichen und kulturellen Geschehen. Hanns Joachim Friedrichs, ab Oktober 1985 einer der beiden Tagesthemen-Moderatoren, war bald „Mister Tagesthemen“ und wie Karl-Heinz Köpcke ein Markenzeichen für journalistische Qualität.
Am 25. Juli 1988 fiel die Tagesschau aus Hamburg (NDR) um 20 Uhr aus. Ein durch die damalige Rundfunk-Gewerkschaft RFFU (Rundfunk-Fernseh-Film-Union) organisierter Warnstreik hatte erstmals in der Geschichte der ARD die Ausstrahlung der Sendung verhindert. Ersatzweise wurde die Tagesschau kurzfristig vom Bayerischen Rundfunk in München produziert und ausgestrahlt. Sprecher dieser Ausgabe war Michael Winter. Zur Begründung hieß es in dieser Sendung, die Tagesschau werde „heute wegen höherer Gewalt aus München“ gesendet.
1992 startete das Frühstücksfernsehen mit Tagesschau-Ausgaben im Halbstunden-Takt. Ab dem 1. März 1995 ersetzte das moderierte Nachtmagazin die Nachtausgabe der Tagesschau. 1997 kam die moderierte Tagesschau um Fünf am Nachmittag, der schnell weitere lange Ausgaben um 12 Uhr, 14 Uhr, 15 Uhr und 16 Uhr folgten. Vom 1. Januar 2000 bis zum 19. April 2014 wurde die traditionelle Eröffnungsfanfare mit einer ähnlichen, aber markant geänderten Melodie gespielt, bei der sich die letzten vier der insgesamt sechs Töne von der Ursprungsversion unterschieden.

### 2000–2014
2001 schloss Das Erste die Nachtlücke mit zwei aktuell produzierten Tagesschau-Sendungen gegen 2:30 Uhr und 4:45 Uhr – die Tagesschau wurde zum 24-Stunden-Betrieb.
Nach dem Neubau des ARD-aktuell-Komplexes auf dem Gelände des NDR in Hamburg-Lokstedt gab es bis 2014 zwei nahezu baugleiche Studios. Im ersten, größeren wurden die Sendungen für das Erste-Programm produziert sowie die Nacht- und Wochenendausgaben der Tagesschau in 100 Sekunden. Aus dem zweiten Studio wurde täglich das Programm von tagesschau24 gesendet. Im Bedarfs- oder Notfall konnte dieses Studio als Ersatz für das erste Studio genutzt werden. Bei Überschneidungen im Sendebetrieb, wenn sich im Ersten beispielsweise die 20-Uhr-Ausgabe verschiebt, diese in den Dritten Programmen der ARD aber pünktlich starten muss, waren beide Studios gleichzeitig in Benutzung.

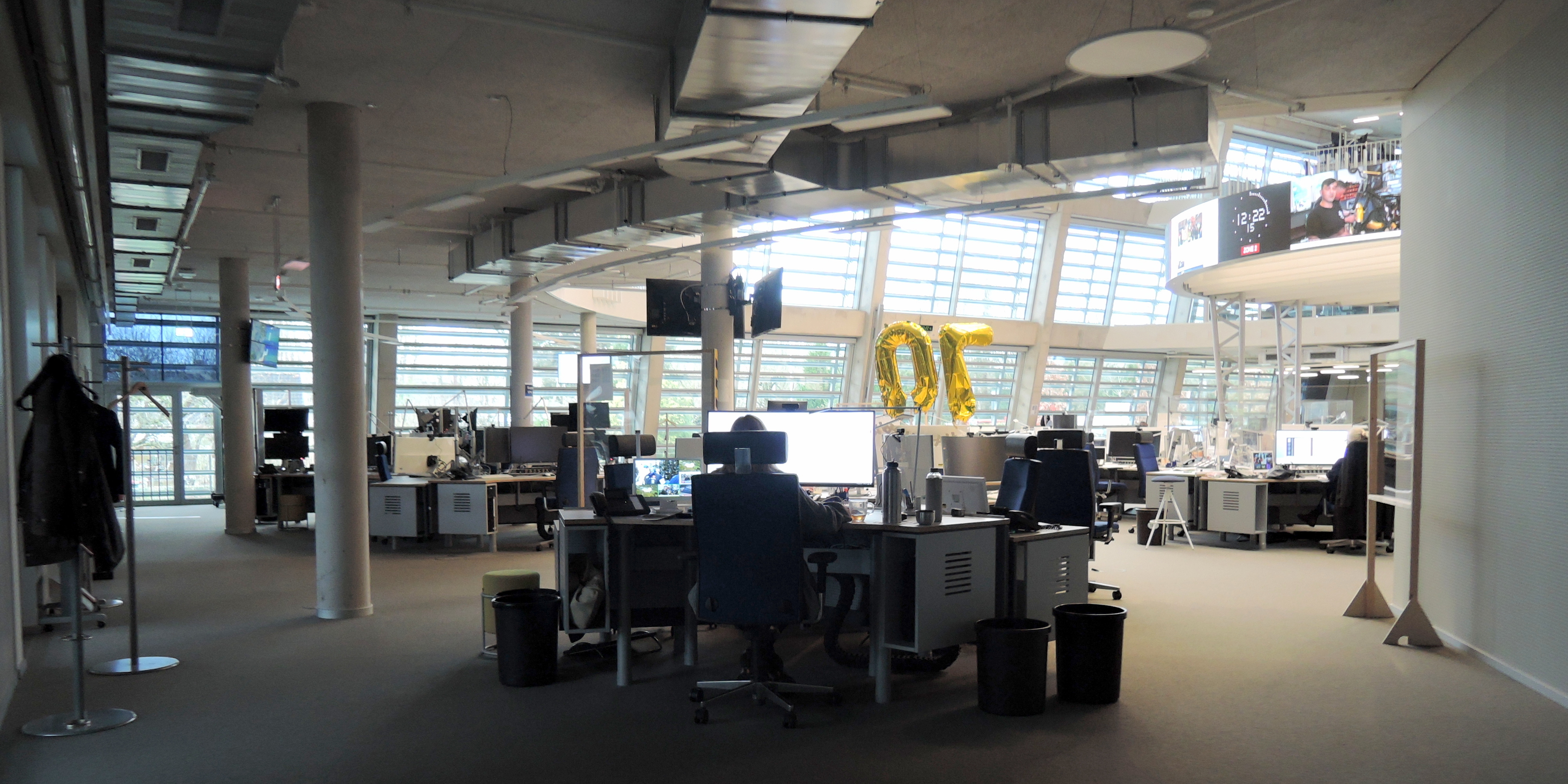
Newsroom der Redaktion ARD-aktuell, der "Maschinenraum" für die Tagesschau

Bei ARD-aktuell – so heißt die Redaktion seit 1977 – arbeiteten 2005 etwa 90 Redakteure. Sie produzieren Tagesschau-Ausgaben für Das Erste und den digitalen Kanal tagesschau24, täglich eine Tagesthemen-Ausgabe, von Montag bis Freitag gegen 0 Uhr oder später ein Nachtmagazin und sonntags den Wochenspiegel – an einem normalen Werktag sind das 240 Minuten Programm. Sondersendungen bei wichtigen Ereignissen gehören zur Routine; nach der Ausstrahlung sind die Sendungen unter tagesschau.de im Internet zu sehen. Dort lässt sich die 20-Uhr-Ausgabe als Podcast-Format (Audio und Video) herunterladen. Die Tagesschau wird mindestens seit 2005 auch als Live-Stream auf tagesschau.de gesendet.
Zum 20. Juni 2005 wurde das Design der Sendung erneut gewechselt und die Nachrichten aus einem neuen Studio gesendet. Seitdem verlesen die Tagesschau-Sprecherinnen und Sprecher die Meldungen nicht mehr sitzend, sondern stehend.
Die Tagesschau wird seit dem 1. Juli 2007 in 16:9 ausgestrahlt. Außerdem gibt es im Rahmen der neuen ARD-Digitalstrategie eine Tagesschau in 100 Sekunden, die seit dem 16. Juli 2007 per Handy und im Internet abrufbar ist. Diese wird von 9 bis 21 Uhr stündlich aktualisiert. Seit Februar 2008 wurde das Nachrichtenangebot von EinsExtra (heute: tagesschau24) ausgeweitet.
Am 31. Dezember 2010 wurde die 20.000. 20-Uhr-Sendung der Tagesschau ausgestrahlt.

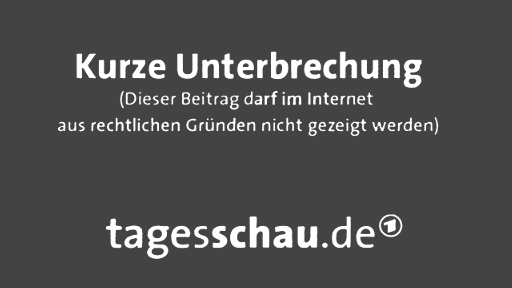
Text des Wartebildschirms während einer Unterbrechung des Tagesschau-Live-Streams auf tagesschau.de aus „rechtlichen Gründen“ am 17. Juni 2010.

Sowohl der im Internet verfügbare Live-Stream als auch die als „Online-Stream“ oder Podcast abrufbare Fassung der Tagesschau unterscheiden sich von der zuvor bzw. zeitgleich gesendeten Fernsehversion. Manche Beiträge – insbesondere Beiträge aus der Rubrik Sport – werden entweder komplett ausgeklammert oder ein Wartebildschirm eingeblendet. In diesem Falle wird mitgeteilt: „Kurze Unterbrechung (Dieser Beitrag darf im Internet aus rechtlichen Gründen nicht gezeigt werden)“. Andere Beiträge werden vor der Veröffentlichung im Internet redaktionell nachgebessert. In diesem Falle wird mitgeteilt: „Hinweis: Der Beitrag ‚XY‘ wurde nachträglich bearbeitet“.
Das Durchschnittsalter der Zuschauer beträgt 61 Jahre (Stand: 2013).

### Seit 2014

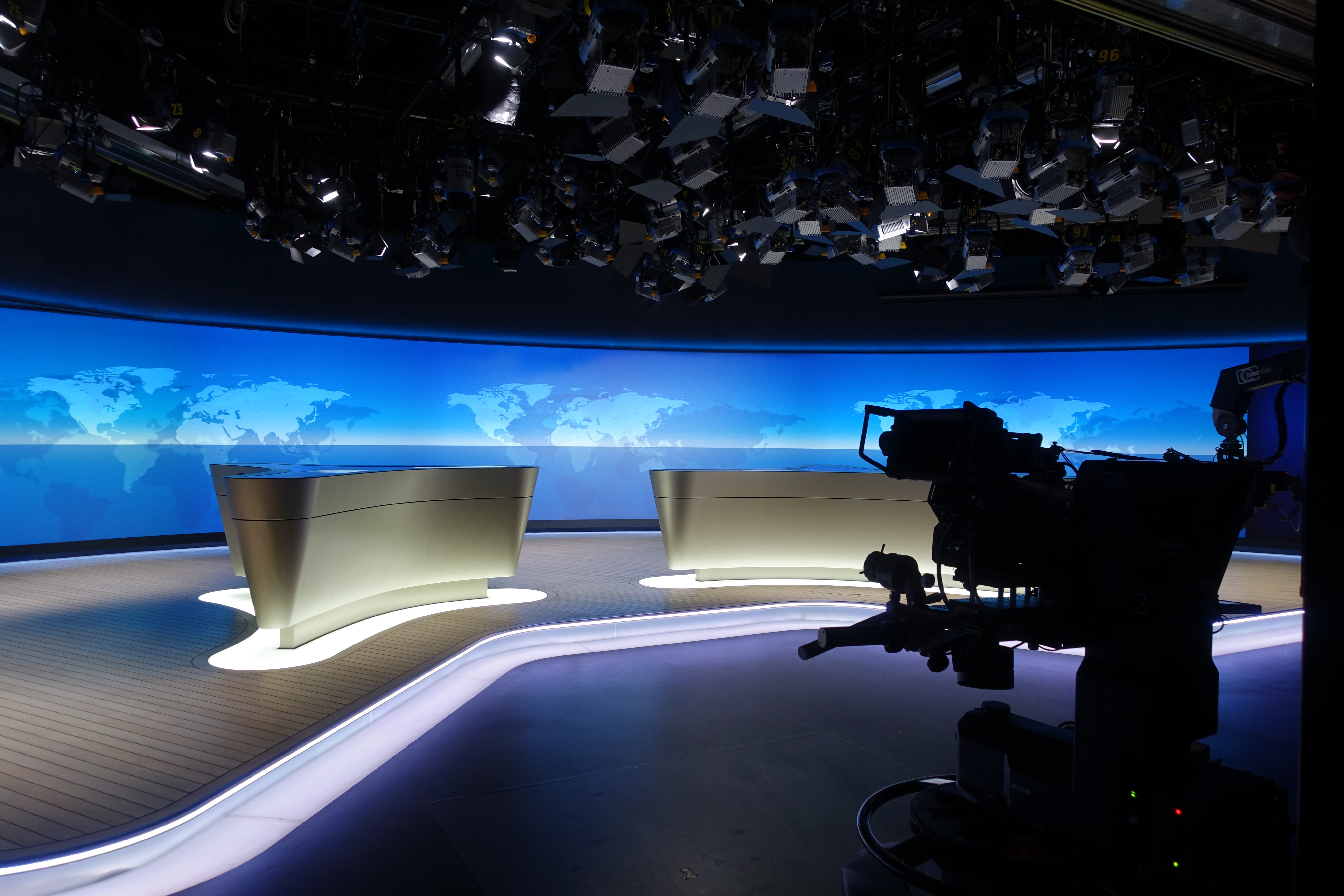
Studio der Tagesschau seit 2014

Seit dem 19. April 2014 wird aus dem aktuellen Tagesschau-Studio gesendet. Das zentrale Element des neuen Studios ist eine 19 Meter lange, gewölbte Medienwand, die von der Rückseite mit sieben Projektoren bespielt wird. Auf ihr wird der Hintergrund dargestellt und bildet sowohl mit dem Moderator, als auch dem Studio ein geschlossenes Gesamtbild. Ein Computer überarbeitet dabei Verzerrungen in Echtzeit.
Die Produktion erfolgt in HD – zuvor wurde das Bild für die Ausstrahlung in HD nachträglich hochgerechnet. Zwei an die Front gerichtete, abgerundet dreiseitige Moderationstische mit jeweils zwei Sprecherseiten bilden den Studiovordergrund auf einem dunklen Holzboden.
Die Eröffnungsfanfare des Komponisten Hans Carste wurde von Henning Lohner neu arrangiert. Sie nutzt nun wieder die ursprüngliche Melodie der Hammond-Fantasie, statt der veränderten Fassung, die von 2000 bis 2014 gesendet wurde. Das Intro wurde von Claudia Urbschat-Mingues eingesprochen, der deutschen Synchronstimme von Angelina Jolie.

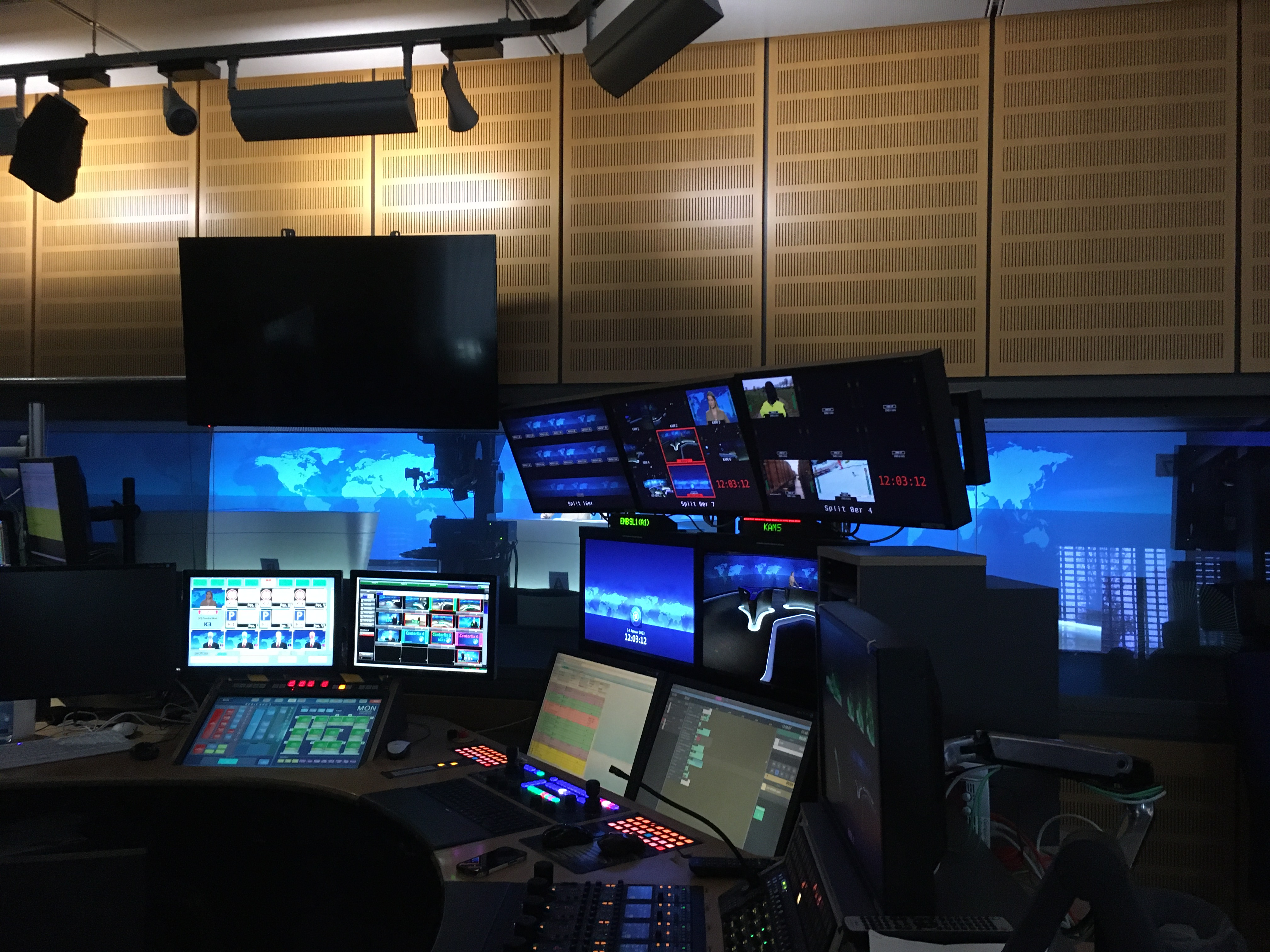
Regiestudio der Tagesschau

Täglich werden bis zu 20 Tagesschau-Ausgaben aus dem 320 Quadratmeter großen Studio gesendet. Außerdem werden die Tagesthemen, bis 2023 der digitale Nachrichtenkanal tagesschau24, bis zum 17. November 2022 das Nachtmagazin und bis zum 24. August 2014 der Wochenspiegel in diesem Studio produziert. Die Baukosten für das neue Studio betrugen 23,8 Millionen Euro, finanziert aus öffentlichen Beitragsgeldern.
Die Tagesschau in 100 Sekunden wurde seit dem 16. November 2015 zusätzlich in englischer und arabischer Sprache produziert und war im Internet abrufbar. Sie wurde im Oktober 2019 eingestellt.
Seit dem 11. April 2016 wird die 20-Uhr-Tagesschau auch im BR Fernsehen gezeigt. Grund dafür war die Beliebtheit der Tagesschau im BR-Sendegebiet. Die im BR gesendete Tagesschau hat eine andere Wettervorhersage.
Die Sprecher der Tagesschau werden pro Ausgabe bezahlt. Für die quotenstarke 20-Uhr-Sendung waren es (Stand: Dezember 2020) 260 Euro pro Ausgabe.
Am 8. September 2024 wurde die 25.000. 20-Uhr-Sendung der Tagesschau ausgestrahlt, gesprochen von Susanne Daubner.
Seit dem 21. November 2024 entfällt die jahrzehntelang angewandte Formulierung „meine Damen und Herren“ in der Begrüßung. Basierend auf einer „qualitativen Zuschauerbefragung“ sei es der „Wunsch nach einer authentischen und zugänglichen Ansprache“, so der NDR. Zudem „orientiere sich die Tagesschau bei den Sprechertexten zunehmend am gesprochenen Wort, das gelte auch für die Begrüßung“. Bereits in der Zeit zwischen dem 7. September und dem 11. Oktober 1978 wurde kurzzeitig auf die Formulierung „meine Damen und Herren“ verzichtet, nachdem die Redaktion der Tagesschau einen Brief der damals 12-jährigen Ulrike Knospe erhalten hatte, in dem diese kritisierte, dass sie und gleichaltrigen Kinder sich durch diese Begrüßung nicht angesprochen fühlten. Nach 36 Tagen kehrten die Sprecherinnen und Sprecher jedoch wieder zur üblichen Begrüßung zurück, da der Verzicht der Formulierung „meine Damen und Herren“ vor allem bei älteren Zuschauern, die ein „guten Abend“ als zu kurz und knapp empfanden, für Unmut sorgte.

## Derzeitige Ausgaben

### Montag–Freitag
Wenn das gemeinsame Informationsprogramm von ARD und ZDF am Vormittag von der ARD produziert wird, so werden die ersten Ausgaben der Tagesschau halbstündlich zwischen 5:30 und 8:30 Uhr (innerhalb des ARD-Morgenmagazins) gesendet, wenn das ZDF das gemeinsame Informationsprogramm produziert, folgen die erste Sendungen um 9 Uhr und 10:40 Uhr. Die Ausgabe um 12 Uhr ist die erste ausführliche Sendung mit 10 Minuten Länge.
Wenn die ARD das Mittagsmagazin ab 12:10 Uhr produziert, wird gegen 13 Uhr ein kurzer Tagesschau-Nachrichtenüberblick gesendet, wenn das ZDF das Mittagsmagazin produziert, folgt die nächste Sendung erst um 14 Uhr.
Zwischen 14 Uhr und 17 Uhr folgen dann stündlich weitere moderierte Tagesschau-Ausgaben.
Neben der Hauptausgabe der Tagesschau um 20 Uhr folgen dann meist um 22:15 Uhr die Tagesthemen. Das Nachtmagazin war die letzte ausführliche Sendung des Tages, wurde jedoch am 17. November 2022 zum letzten Mal gesendet. Fortan wird die Sendung durch eine weitere 10-minütige Tagesschau-Ausgabe ersetzt. Im weiteren Nachtprogramm werden dann zwischen 1:45 Uhr und 5:30 Uhr zwei Ausgaben der Tagesschau in 100 Sekunden ausgestrahlt.
| Sendung                                        | Sendezeit                              | Länge           | Sonstiges |
| ---------------------------------------------- | -------------------------------------- | --------------- | --- |
| Tagesschau (innerhalb des ARD-Morgenmagazins)  | 05:30 Uhr – 08:30 Uhr halbstündlich    | 03–5 min        | im wöchentlichen Wechsel mit den heute Xpress-Nachrichten |
| Tagesschau                                     | 9 Uhr                                  | 05 min          | |
| Tagesschau                                     | 10:40 Uhr                              | 05 min          | |
| Tagesschau                                     | 12 Uhr                                 | 10 min          | erste ausführliche Nachrichten mit einer ausführlichen Wettervorhersage, moderierte Ausgabe |
| Tagesschau (innerhalb des ARD-Mittagsmagazins) | 13 Uhr                                 | 2 min           | Nachrichtenüberblick, im wöchentlichen Wechsel mit den heute Xpress-Nachrichten |
| Tagesschau                                     | 14 Uhr                                 | 10 min          | moderierte Ausgabe |
| Tagesschau                                     | 15 Uhr                                 | 10 min          | moderierte Ausgabe |
| Tagesschau                                     | 16 Uhr                                 | 10 min          | moderierte Ausgabe |
| Tagesschau                                     | 17 Uhr                                 | 15 min          | moderierte Ausgabe, mit Schalte zur Deutschen Börse und einer ausführlichen Wettervorhersage |
| Tagesschau                                     | 20 Uhr                                 | 15 min          | Hauptausgabe, Übernahme auf 3sat, tagesschau24, BR Fernsehen, hr-fernsehen, NDR Fernsehen, Phoenix (mit Deutscher Gebärdensprache), rbb Fernsehen, SWR Fernsehen, Radio Bremen TV, SR Fernsehen, WDR Fernsehen und ARD alpha. Das BR Fernsehen blendet sich zum Beginn der Wettervorhersage aus und sendet einen eigenen Wetterbericht für Deutschland sowie einen ausführlichen Wetterbericht für den Freistaat Bayern, dieser wird in die Regionen Franken, Oberpfalz/Niederbayern und Schwaben/Oberbayern unterteilt. Seit spätestens Dezember 2024 blendet sich das SWR Fernsehen für Rheinland-Pfalz ebenfalls an einigen Tagen beim Wetter aus und sendet einen eigenen ausführlichen Bericht für das Bundesland. |
| Tagesthemen                                    | i. d. R. 22:15 Uhr, freitags 21:45 Uhr | 35 min          | moderierte Magazin-Sendung mit Schwerpunkten des Tages inkl. Nachrichtenblock mit einem Tagesschau-Sprecher |
| Tagesschau                                     | i. d. R. zw. 0 Uhr und 1 Uhr           | i. d. R. 10 min | am Freitagabend (Samstagmorgen) erst nach 1 Uhr und nur fünf Minuten lang |
| Tagesschau                                     | zw. 1:45 Uhr und 5:30 Uhr              | 02 min          | noch zwei kurze Nachtausgaben, die der Tagesschau in 100 Sekunden ähneln |

### Samstag
Die erste Tagesschau am Samstag wird um 9:50 Uhr gesendet, weitere Ausgaben folgen um 12 Uhr, um 13:45 Uhr und um 17 Uhr. Am Abend folgen dann die Hauptausgabe um 20 Uhr, die Tagesthemen (meist gegen 23:15 Uhr), und zwei bis drei Nachtausgaben, die bis zu fünf Minuten dauern.

### Sonntag
Am Sonntag wird die erste Tagesschau um 10 Uhr gesendet, es folgen Ausgaben um 12 und 14 Uhr. Alle Sendungen bis zu diesem Zeitpunkt sind nicht länger als fünf Minuten. Eine weitere Ausgabe folgt um 17:45 Uhr mit einer Länge von 15 Minuten. Nach der Hauptausgabe um 20 Uhr folgen dann um 22:45 Uhr die Tagesthemen. Im Nachtprogramm wird die Tagesschau in 100 Sekunden mehrmals ausgestrahlt.

### Abweichende Zeiten
Vor allem am Wochenende oder wegen Sportsendungen kommt es immer wieder zu unterschiedlichen Anfangszeiten der Tagesschau-Ausgaben am Vor- und Nachmittag.

### Historische Sendungen
Im Sender tagesschau24 und einigen Dritten Fernsehprogrammen werden historische Sendungen wiederholt, siehe Tagesschau vor …

### Tagesschau in Einfacher Sprache
Seit dem 12. Juni 2024 gibt es um 19 Uhr auf tagesschau24 eine „Tagesschau in Einfacher Sprache“.

## Chefredakteure
| Name                    | von – bis             |
| ----------------------- | --------------------- |
| Martin S. Svoboda †     | 1952–1960             |
| Hans-Joachim Reiche †   | 1960–1970             |
| Hartwig von Mouillard † | 1970–1977             |
| Dieter Gütt †           | 1978–1980             |
| Edmund Gruber †         | 1981–1988             |
| Henning Röhl †          | 1988–1991             |
| Gerhard Fuchs           | 1991–1993             |
| Ulrich Deppendorf       | 1993–1998             |
| Bernhard Wabnitz        | 1999–2005             |
| Kai Gniffke             | 2006 – 8. August 2019 |
| Marcus Bornheim         | seit 9. August 2019   |

## Sprecher und Moderatoren

### Chefsprecher der Tagesschau
| Name                | Sprecher  | Chefsprecher seit | Chefsprecher bis |
| ------------------- | --------- | ----------------- | ---------------- |
| Karl-Heinz Köpcke † | ab 1959   | 1964              | 10. Sep. 1987    |
| Werner Veigel †     | ab 1966   | 11. Sep. 1987     | 24. Jan. 1995    |
| Dagmar Berghoff     | ab 1976   | 25. Jan. 1995     | 31. Dez. 1999    |
| Jo Brauner          | ab 1974   | 1. Jan. 2000      | 9. Okt. 2004     |
| Jan Hofer           | ab 1984   | 10. Okt. 2004     | 14. Dez. 2020    |
| Jens Riewa          | seit 1991 | 15. Dezember 2020 | aktiv            |

### Heutige Sprecher der Hauptausgabe
| Name               | Einstieg                                   | Hauptausgabe       |
| ------------------ | ------------------------------------------ | ------------------ |
| Jens Riewa         | Januar 1994 (seit April 1991 Off-Sprecher) | seit 6. Sep. 1995  |
| Susanne Daubner    | 5. Jan. 1999                               | seit 14. Apr. 1999 |
| Thorsten Schröder  | 21. Nov. 1999                              | seit 20. Sep. 2007 |
| Julia-Niharika Sen | 14. Apr. 2018                              | seit 11. Jan. 2021 |
| Romy Hiller        | 27. Jan. 2021                              | seit 14. Jun. 2025 |

Die Sprecher der Hauptausgabe werden flexibel für andere Sendungen eingeplant, wie im ARD-Morgenmagazin, am Wochenende oder in der Nacht. Jens Riewa und Romy Hiller werden auch bei Tagesschau24 eingesetzt.
Am 11. September 2001 übernahm Claus-Erich Boetzkes auch die Moderation der 20-Uhr-Ausgabe, nachdem er zuvor bereits durchgehend moderierte – ebenso am 7. Oktober 2001. Am 22. September 2020 vertrat Kirsten Gerhard einmalig die 20-Uhr-Sprecher, am 25. November 2021 fungierte André Schünke als Vertretung.

### Moderierte Tagesschau-Ausgaben
| Name             | Einstieg      | Bemerkung |
| ---------------- | ------------- | --- |
| Susanne Holst    | 7. Mai 2001   | zudem vertrat sie bis 2012 Caren Miosga und Tom Buhrow regelmäßig – über lange Strecken – bei den Tagesthemen     |
| Susanne Stichler | 2004          | von 2004 bis 2021 Vertretung der Nachmittagsausgaben, seit 2022 Hauptmoderatorin; seit 2021 auch bei Tagesschau24 |
| Michail Paweletz | 11. März 2004 | seit 17. Januar 2022 Hauptmoderator; zudem Moderator bei Tagesschau24 und in Randausgaben der Tagesschau          |

### Weitere Sprecher
Alle weiteren Sprecher präsentieren neben ihren Tagesschau24-Einsätzen die 9-Uhr-Ausgabe und Nachtausgaben zwischen 0 und 1 Uhr. Außerdem sprechen sie Sondersendungen, z. B. nach Wahlen. Seit Juli 2025 zählt auch die Moderation der 14-Uhr-Tagesschau im tagesschau24-Stil dazu.
| Name                 | Einstieg      | Bemerkung                                                        |
| -------------------- | ------------- | ---------------------------------------------------------------- |
| Kirsten Gerhard      | 2008          | sprach am 22. September 2020 vertretungsweise die 20-Uhr Ausgabe |
| André Schünke        | 4. Jan. 2017  | sprach am 25. November 2021 vertretungsweise die 20-Uhr Ausgabe  |
| Ralph Baudach        | 8. Mrz. 2019  |                                                                  |
| Tim Berendonk        | 15. Jun. 2019 |                                                                  |
| Carl-Georg Salzwedel | 19. Mai 2021  |                                                                  |
| Damla Hekimoğlu      | 27. Sep. 2021 | Seit Dezember 2023 auch den Nachrichtenblock im Mittagsmagazin   |
| Kathrin Schlass      | 12. Dez. 2022 |                                                                  |
| Sandra Rieß          | 28. Jul. 2023 |                                                                  |
| Jan Starkebaum       | 20. Okt. 2023 |                                                                  |
| Bibiana Barth        | 31. Jan. 2024 |                                                                  |
| Anna Planken         | 18. Okt. 2024 |                                                                  |

### Wettersprecher
| Name                       | Einstieg  | Ausstieg   |
| -------------------------- | --------- | ---------- |
| Heike Nocker-Bayer         |           |            |
| Hans-Helmut Sievert        |           |            |
| Hans-Joachim Scherbening † |           | 1993       |
| Anja Ellermann             |           | 1996       |
| Dieter Voss                | 1995      | 2023       |
| Stefan Schiebelhuth        | 1989 2012 | 1990 aktiv |
| Joachim Pütz               | 1997      | aktiv      |
| Martin Daume               | 1998      | aktiv      |
| Wolfgang Rossi             | 1999      | aktiv      |
| Tim Frühling               | 2021      | aktiv      |

### Ehemalige Sprecher und Moderatoren
| Name                       | Einstieg      | Ausstieg                                              | Tätigkeit                                                                                            |
| -------------------------- | ------------- | ----------------------------------------------------- | --- |
| Cay Dietrich Voss †        | 1952          | 1962                                                  | Sprecher                                                                                             |
| Claus Wunderlich †         | 1959          | 1962                                                  | Sprecher                                                                                             |
| Diether von Sallwitz †     | 1959          | 1963                                                  | Sprecher, auch Hauptausgabe                                                                          |
| Martin Thon †              | 1959          | 1964                                                  | Sprecher                                                                                             |
| Karl-Heinz Köpcke †        | 2. Mrz. 1959  | 10. Sep. 1987                                         | Sprecher, auch Hauptausgabe                                                                          |
| Siegmar Ruhmland †         | 1960          | 1963                                                  | Sprecher                                                                                             |
| Karl Fleischer †           | 1960          | 27. Mai 1994                                          | Sprecher, auch Hauptausgabe                                                                          |
| Manfred Schmidt †          | 1962          | 1964                                                  | Sprecher, auch Hauptausgabe                                                                          |
| Gerd Ribatis †             | 1963          | 1963                                                  | Sprecher                                                                                             |
| Wilhelm Stöck †            | 1964          | 25. Sep. 1984                                         | Sprecher, auch Hauptausgabe                                                                          |
| Werner Veigel †            | 1966          | 24. Jan. 1995 (letzte Sendung am 6. Dezember 1994)    | Sprecher, auch Hauptausgabe                                                                          |
| Wilhelm Wieben †           | 1966          | 29. Jun. 1998                                         | Sprecher, auch Hauptausgabe                                                                          |
| Lothar Dombrowski †        | 1967          | 31. Mai 1974                                          | Sprecher, auch Hauptausgabe                                                                          |
| Günter Wiatrek             | 1974          | 1975                                                  | Sprecher, auch Hauptausgabe                                                                          |
| Jo Brauner                 | 1974          | 9. Okt. 2004 (erschien als Gast 21. Apr. 2008)        | Sprecher, auch Hauptausgabe                                                                          |
| Georg Hopf †               | 1975          | 12. Apr. 1985                                         | Sprecher                                                                                             |
| Dagmar Berghoff            | 16. Jun. 1976 | 31. Dez. 1999 (erschien als Gast 16. Jun. 2016)       | Sprecherin, auch Hauptausgabe                                                                        |
| Harry Teubner †            | 1978          | 1980                                                  | Sprecher                                                                                             |
| Klaus Eckert               | 1978          | 1983                                                  | Sprecher, auch Hauptausgabe                                                                          |
| Elfi Marten-Brockmann      | 1981          | 1984                                                  | Sprecherin                                                                                           |
| Daniela Witte              | 27. Jun. 1985 | 11. Jun. 1987                                         | Sprecherin, auch Hauptausgabe                                                                        |
| Jan Hofer                  | Dez. 1984     | 14. Dez. 2020                                         | Moderator bei tagesschau24, Sprecher (1984 zunächst im Off), auch Hauptausgabe                       |
| Ellen Arnhold              | 10. Mrz. 1987 | 29. Mrz. 2015                                         | Sprecherin, auch Hauptausgabe                                                                        |
| Robert Schröder            | 17. Feb. 1988 | März 1989                                             | Sprecher                                                                                             |
| Michael Winter             | 25. Jul. 1988 | 25. Jul. 1988                                         | Sprecher der Tagesschau aus München (wegen eines Streiks in Hamburg)                                 |
| Franz Laake                | 4. Jan. 1988  | Oktober 1993                                          | Sprecher                                                                                             |
| Eva Herman                 | 2. Aug. 1988  | 24. Aug. 2006                                         | Sprecherin, auch Hauptausgabe                                                                        |
| Susan Stahnke              | 15. Jul. 1992 | 25. Januar 1999 (letzte Sendung am 29. November 1998) | Sprecherin, auch Hauptausgabe                                                                        |
| Gabi Bauer                 | Januar 1997   | August 1997                                           | Moderatorin der Nachmittagsausgaben                                                                  |
| Ina Bergmann               | 1. Sep. 1997  | April 2001                                            | Moderatorin der Nachmittagsausgaben                                                                  |
| Claus-Erich Boetzkes       | 2. Jan. 1997  | 30. Dez. 2021                                         | Moderator der Nachmittagsausgaben; moderierte die Hauptausgaben am 11. September und 7. Oktober 2001 |
| Marc Bator                 | 2000          | 27. Apr. 2013                                         | Sprecher, auch Hauptausgabe                                                                          |
| Laura Dünnwald             | 8. Apr. 2001  | 16. Jul. 2007                                         | Sprecherin, auch Hauptausgabe, Vertretung bei den Nachmittagsausgaben                                |
| Silke Jürgensen            | 2001          | 2005                                                  | Sprecherin, bis 2022 Off-Sprecherin                                                                  |
| Reinhold Beckmann          | 10. Aug. 2002 | 2005                                                  | Sprecher der Sportnachrichten in der 20-Uhr-Tagesschau (nur an Wochenenden)                          |
| Gerhard Delling            | 17. Aug. 2002 | 2005                                                  | Sprecher der Sportnachrichten in der 20-Uhr-Tagesschau (nur an Wochenenden)                          |
| Gerrit Derkowski           | 2003          | Feb. 2025                                             | Moderator bei tagesschau24, Sprecher                                                                 |
| Monica Lierhaus            | 1. Feb. 2004  | 2005                                                  | Sprecherin der Sportnachrichten in der 20-Uhr-Tagesschau (nur an Wochenenden)                        |
| Astrid Vits                | 2004          | 2018                                                  | Sprecherin                                                                                           |
| Tarek Youzbachi            | 2004          | 2021                                                  | Sprecher und Moderator bei Tagesschau24                                                              |
| Judith Rakers              | 7. Juli 2005  | 31. Jan. 2024                                         | Moderatorin bei tagesschau24, Sprecherin, auch Hauptausgabe                                          |
| Caroline Hamann-Winkelmann | 28. Jan. 2007 | 9. Jun. 2007                                          | Sprecherin, auch Hauptausgabe                                                                        |
| Christine Dohnau           | 2007          | 2009                                                  | Sprecherin                                                                                           |
| Linda Zervakis             | 2006          | 26. Apr. 2021                                         | Moderatorin bei tagesschau24, Sprecherin, auch Hauptausgabe                                          |
| Katrin Prüfig              | 2012          | 31. Mrz. 2014                                         | Moderatorin bei tagesschau24, Sprecherin                                                             |
| Simone von Stosch          | 2012          | 2015                                                  | Moderatorin bei tagesschau24, Sprecherin                                                             |
| Kerstin Petry              | 2012          | 2016                                                  | Moderatorin bei tagesschau24, Sprecherin                                                             |
| Kristina zur Mühlen        | 2012          | 2016                                                  | Moderatorin bei tagesschau24, Sprecherin                                                             |
| Ina Böttcher               | 2012          | 18. Dez. 2017                                         | Moderatorin bei tagesschau24, Sprecherin                                                             |
| Isabelle Delling           | 2013          | 2016                                                  | Moderatorin bei tagesschau24, Sprecherin                                                             |
| Charlotte Maihoff          | Januar 2014   | 5. Aug. 2017                                          | Moderatorin bei tagesschau24, Sprecherin                                                             |
| Jan Malte Andresen         | 2014          | 30. Jun. 2021                                         | Moderator bei tagesschau24, Sprecher                                                                 |
| Sven Lorig                 | 24. Jun. 2016 | 24. Jun. 2016                                         | Sprecher                                                                                             |
| André Steins               | 22. Dez. 2016 | 7. Aug. 2022                                          | Moderator bei tagesschau24, Sprecher                                                                 |
| Constantin Schreiber       | 19. Jan. 2017 | 25. Mai 2025                                          | Moderator bei tagesschau24, Sprecher, auch Hauptausgabe                                              |
| Peter Kazantzakis          | 2017          | 2019                                                  | Sprecher von Nachtausgaben; 1995–2022 Off-Sprecher                                                   |
| Florian Zelt               | 5. Apr. 2018  | 23. Okt. 2018                                         | Sprecher                                                                                             |
| Karolin Kandler            | 8. Apr. 2018  | 23. Okt. 2022                                         | Moderatorin bei tagesschau24, Sprecherin                                                             |
| Tino Böttcher              | 20. Mai 2022  | 2023                                                  | Moderator bei tagesschau24, Sprecher                                                                 |

### Ehemalige Offsprecher
| Name                | Einstieg | Ausstieg                                         |
| ------------------- | -------- | ------------------------------------------------ |
| Hans Daniel †       | 1953     | 2000                                             |
| Christoph Henn      | 1959     | 1959                                             |
| Fabian Wander       | 1962     | 1975                                             |
| Wilhelm Wieben †    | 1966     | 1998                                             |
| Wolfgang Hahn       | 1971     | 1973                                             |
| Gert Timmermann †   | 1974     | 1974                                             |
| Georg Hopf †        | 1975     | 12. Apr. 1985                                    |
| Nikolai Huebner     | 1982     | 31. Mrz. 2012                                    |
| Hans-Stefan Heyne   | 1985     | 31. Dez. 2011                                    |
| Carsten Koelln      | 1990     | 1992                                             |
| Albrecht Lachmann † | 1992     | 1993                                             |
| Peter Kazantzakis   | 1995     | 2022 (2017–2019 auch Sprecher von Nachtausgaben) |
| Peter Bieringer     | 1998     | 1999                                             |
| Kilian Wahl         | 2000     | 2002                                             |
| Silke Jürgensen     | 2001     | 2022                                             |
| Alfred Rücker       | 2011     | 3. Jan. 2021                                     |

### Gebärdensprachdolmetscher der Tagesschau
| Name             | Einstieg | Ausstieg |
| ---------------- | -------- | -------- |
| Rafael Grombelka |          | aktiv    |
| Lars Grombelka   |          | aktiv    |
| Magdalena Meisen | 1997     | aktiv    |
| Monika Krumpen   |          | aktiv    |
| Bastienne Blatz  |          | aktiv    |

## Rezeption

### Einschaltquoten, Sendeplatz und Titel

Entwicklung der Einschaltquote seit 1992

Eine grafische Veranschaulichung der Einschaltquoten mehrerer überregional informierender deutscher Nachrichtensendungen zeigte die Tagesschau 2012 auf Platz eins in der Höhe der Zuschauerzahlen.
(Zuschauer in Millionen)

Die Tagesschau-Hauptausgabe ist die mit Abstand meistgesehene Nachrichtensendung im deutschen Fernsehen. Im Jahr 2015 erreichte sie im Durchschnitt 9,11 Millionen Zuschauer im Ersten, den Dritten Programmen der ARD, auf 3sat, Phoenix und Tagesschau24. Der Marktanteil der Tagesschau-Hauptausgabe um 20 Uhr lag 2015 bei 32,7 %. 2014 waren es 8,9 Millionen Zuschauer gewesen, der Marktanteil lag 2014 bei 31,9 %. Im Ersten kam die Tagesschau auf durchschnittlich rund fünf Millionen Zuschauer. Im Vergleich dazu wurden im Jahr 2015 die Heute-Nachrichten im ZDF von durchschnittlich 3,60 Millionen Zuschauern gesehen. An dritter Stelle lag 2015 RTL aktuell um 18:45 Uhr mit 3,14 Millionen Zuschauern im Schnitt. Die Tagesschau erreichte damit im Ersten sowie zeitgleich in mehreren Dritten Programmen, auf 3sat, Phoenix und Tagesschau24 mehr Zuschauer als die Hauptnachrichten von ZDF, RTL und Sat.1 zusammen. Infolge der COVID-19-Pandemie in Deutschland sahen die 20-Uhr-Tagesschau im Jahr 2020 im Mittel 11,77 Millionen Zuschauer. Das entspricht einem Marktanteil von 39,5 Prozent, zwei Millionen mehr Zuschauern als 2019 und ist der höchste seit Messung des gesamtdeutschen Fernsehverhaltens (1990) gemessene Wert. Besonders viele Zuschauer waren in den „Lockdown“-Monaten zu verzeichnen.
Der Abschluss der Hauptausgabe der Tagesschau um kurz vor 20:15 Uhr definiert den Beginn des Hauptabendprogramms für die gesamte deutsche Fernsehlandschaft. Ende der 1990er Jahre versuchten u. a. Sat.1 und ProSieben, mit dieser Gewohnheit zu brechen, indem sie ihr Abendprogramm bereits um 20 Uhr starteten. Nach nur wenigen Monaten kehrten beide Sender wieder zur gewohnten Zeit um 20:15 Uhr zurück – zu groß war die Gewohnheit der Zuschauer an diese Zeit. Der ehemalige RTL-Chef Helmut Thoma sagte in diesem Zusammenhang einmal den Satz „Die Tagesschau ist keine Sendung, sondern pure Gewohnheit. Die kann man auch in Latein verlesen.“ In der Regel werden die Meldungen in der Tagesschau von einem Teleprompter abgelesen. Die Blätter dienen inzwischen nur noch als Ersatz bei technischen Problemen des „Prompters“.

### Kritik und Qualitätsmanagement
Die Tagesschau ist als meistgesehene Nachrichtensendung des deutschsprachigen Fernsehens auch Gegenstand medienkritischer Darstellungen. Erste kritische Darstellungen erschienen bereits in den 1970er Jahren, als der Tagesschau in sechs „empirischen Thesen“ attestiert wurde, sie ließe nur schwer komplexe Problemzusammenhänge erkennen, „schaubare“ Informationen würden mediengerecht bevorzugt, gesellschaftspolitische Themen und Kritik seien nur gering vertreten, es gebe eine starke „gouvernementale“ Komponente und die jeweilige Regierung werde gegenüber der Opposition begünstigt.
Ab 2007 vermehrte sich die Kritik in Medien und Zuschriften, bis sie im Dezember 2016 durch die fehlende und später nachgeholte Berichterstattung im Kriminalfall Maria L. und Kriminalfall in Kandel 2017 ihre Höhepunkte erreichte. Kritikpunkte waren zunächst das angeblich ungeeignete Sendeformat, das keine fundierte Darstellung erlaube, Mängel der sprachlichen Vermittlung, eine geringe journalistische Qualität sowie die behauptete Instrumentalisierung, Boulevardisierung und Perspektivenarmut der Nachrichten.
Ulrich Wickert, Moderator der Tagesthemen von 1991 bis 2006, bemängelte 2009 in der FAZ, in den öffentlich-rechtlichen Nachrichtensendungen werde „bruchstückhaft informiert und schlampig formuliert, die Unterhaltung scheint das Wichtigste zu sein“. Besonders bei der Tagesschau stelle er eine „sprachliche Verlotterung“ fest. Die Autoren beherrschten „zum großen Teil nicht einmal mehr den korrekten Satzbau“. Die „Floskelsprache der Politik“ und das „Kurzsprech der Nachrichtenagenturen“ würden übernommen. Starke Kritik fand die Fernsehberichterstattung zum 20. Jubiläum des Mauerfalls, zur Bundestagswahl und zur schwarz-gelben Kabinettsbildung. Wickerts Darstellung gipfelte in dem Vorwurf, den Machern scheine das Bewusstsein für ihren öffentlich-rechtlichen Auftrag, für eine Grundversorgung politischer Informationen zu sorgen, abhandengekommen zu sein. Die ARD nahm im Detail Stellung zu Wickerts Kritik und stellte dar, dass bei der Prioritätensetzung, beim zeitlichen Umfang der Themen, der Vollständigkeit und Relevanz der Themendarstellung verantwortungsvoll gearbeitet wurde. Wickerts Kritik wurde teilweise dadurch erklärt, dass er bei der Berichterstattung die moderne Einheit von Internetauftritt und Fernsehprogramm nicht berücksichtige: „Internet und Fernsehen ergänzen sich – das ist eben völlig anders als zu Zeiten von Herrn Wickert.“ Kai Gniffke wies auf dem Tagesschau-Blog auch die Kritik am mangelnden Bewusstsein für den öffentlich-rechtlichen Auftrag zurück. Zu den angeblichen Mängeln der Sprache führte er aus: „Und unsere Texte finde ich sprachlich außerordentlich akurat [sic], und zudem gewinnen sie durch den unfallfreien, engagierten Vortrag unserer Präsentatoren.“
Der langjährige Nachrichtensprecher Marc Bator hatte sich bei seinem Weggang von der ARD ähnlich wie Wickert zu den journalistischen Möglichkeiten und der Verständlichkeit der Nachrichten geäußert, relativierte diese Kritik aber auch. Der Erfolg gebe der Tagesschau Recht.
Claus Kleber charakterisierte 2013 den Stil und das Format der Tagesschau als überholt. Anders als im angloamerikanischen Nachrichtenstil blieben bei der Tagesschau kaum Spielräume. „Jemand wie die hochgeschätzte Kollegin Judith Rakers könnte natürlich mehr moderieren und einordnen, aber sie soll nicht.“ In seiner Kritik ging er so weit, das „trockene Nachrichtenablesen“ mit dem koreanischen Fernsehen zu vergleichen. Kai Gniffke widersprach der Kritik Klebers: Der Stil der Tagesschau gehöre zur „Markenpflege“. Die Tagesschau sei „erfolgreich, wie sie ist“. Willi Winkler bewertete in der SZ den Koreavergleich Klebers als absurd und selbstgerecht. Die „Tagesschau“ der ARD habe bisher die Sperenzien ihrer Sprecher überstanden, ohne sichtbaren Schaden zu nehmen. „Seit sechzig Jahren sendet sie, im amtsmännischen Ton der reinen Sachlichkeit vorgetragen, Tag für Tag eine strenge Auswahl an Weltnachrichten.“
Im Juni 2014 kritisierte der Programmbeirat der ARD die Berichterstattung der ARD über den russischen Krieg in der Ukraine im Zeitraum Dezember 2013 bis Juni 2014. Die Berichterstattung sei „nicht ausreichend differenziert“ und „hätte teilweise den Eindruck der Voreingenommenheit erweckt“. Die Inhalte seien außerdem „tendenziell gegen Russland und die russischen Positionen“ gerichtet. Unter anderem seien die Verhandlungen über das Assoziierungsabkommen, die politischen und strategischen Absichten der NATO, die Verfassungskonformität der Absetzung Janukowytschs und der völkerrechtliche Status der Krim unzureichend erklärt worden. Der Chefredakteur der ARD Thomas Baumann wies die Kritik zurück. In ihrer Gesamtheit würden die Sendungen im Ersten „die Lage in der Ukraine und die Ursachen der Krise differenziert und unter verschiedenen Aspekten […] thematisieren.“ Nach Darstellung des Spiegel sind „Form und Schärfe der Kritik“ „ohne Beispiel in der Geschichte der ARD“. Benjamin Bidder relativierte die Aussagen des von telepolis lancierten Resümees des Sitzungsprotokolls. Dieses sei „deutlich abwägender formuliert.“
Stefan Niggemeier hob am 1. Februar 2015 in der Frankfurter Allgemeinen Sonntagszeitung den Aspekt der „Ritualisierung“ der Nachrichten hervor. Die Tagesschau inszeniere täglich ihre eigene Realität, an der zu zweifeln unerwünscht sei. Das „Korsett“ der Nachrichten sei so eng, dass nicht einmal elementare Fragen beantwortet werden könnten. Der Kern der Sendung scheine trotz aller Verpackungsveränderungen immer derselbe geblieben zu sein und biete, wie Georg Diez es im Januar 2015 ausgedrückt hatte, eine „Ikonografie der Macht und des Apparates und der Automatismen“. Der Blick der Zuschauer auf eine komplexe Entwicklung würde durch Rituale der Kommentierung auf eine einfache, vertraute, im Zweifel bequeme Position verengt. Politik würde oft auf das reduziert, was sie mit Politikern macht, Hintergründe, Zusammenhänge und Widersprüche fehlten. Die „self-embedded journalists“ machten sich zu „Komplizen der großen Gesten politischer Inszenierungen“.
Kai Gniffke versprach als Reaktion auf die Kritik Veränderungen. So sollen die Themen reduziert werden, um diese ausführlicher präsentieren zu können.
Der Hanns-Joachim-Friedrichs-Preisträger Christoph Maria Fröhder stellte am 7. Februar 2015 die journalistische Qualität der Tagesschau und der Tagesthemen in den Mittelpunkt seiner kritischen Auseinandersetzung. Seiner Meinung nach gehe es meist „nicht um Journalismus oder Qualität, es geht bloß um Macht“. In seiner „symbolischen Kündigung“, die er als Signal an jüngere Kollegen verstanden wissen wollte, warf er besonders Tagesschau und Tagesthemen ein unzureichendes journalistisches Umfeld vor: „Strukturagenten“ in der Administration würden guten Journalismus „ersticken“. Des Weiteren verhinderten Karrierestrukturen und Konkurrenz der ARD-Anstalten („Kleinstaaterei“) eine sinnvolle Aufteilung der Arbeit zwischen Korrespondent und Reporter. Neben sprachlicher „Verlotterung“ wies Fröhder auf Qualitätsmängel als Folge der Strukturprobleme hin: Es würden „scheinbar relevante Fakten hintereinandergefügt, anstatt sie zu hinterfragen“. Fremdes Bildmaterial werde nicht kritisch genug geprüft, es bestehe die Gefahr der Instrumentalisierung.
In einem Interview mit der Frankfurter Rundschau hatte er bereits 2011 ausgeführt, neben mangelnder finanzieller Ausstattung, Manipulation, Embedding, fehlender professioneller Ausbildung und Betreuung sowie selbstthematisierender Boulevardisierung sei die politische Haltung und berufliche Einstellung vieler Journalisten problematisch: Bei den öffentlich-rechtlichen Sendern bestünden die Redaktionen aus „politisch handverlesenen Journalisten“, die hintergründige Berichte für gefährlich und leichtere Berichte für sympathischer hielten.
Zur Beantwortung der vielen kritischen Zuschriften und Kommentare beschäftigt die ARD neun Angestellte und Teile der Social-Media-Redaktion. Ab 2017 soll ein Qualitätsmanager den Nachrichtenbetrieb begleiten, auch aufgrund gestiegener Anzahl an Beschwerden beim Rundfunkrat.
Im August 2020 räumte die Chefredaktion von ARD-aktuell Fehler in der Berichterstattung über die Explosionskatastrophe im Hafen von Beirut ein. Sowohl die Tagesschau als auch die Tagesthemen behandelten am Abend des Unglücks als Aufmacher-Thema ein neues Corona-Konzept der Deutschen Fußball Liga (DFL), anstatt über das Ereignis im Libanon zu berichten.
2021 kam es im Zuge eines Angriffs der Hamas auf Israel zu massiver Gewalt im Nahen Osten. Dabei wurde auch die Berichterstattung diskutiert. Auf tagesschau.de etwa sei von „Hamas-Aktivisten“ die Rede gewesen, was Kritiker als „Verharmlosung einer terroristischen Vereinigung“ betrachtet hätten. Der Tagesschau-Sendung zu einer Demonstration in Berlin am 15. Mai 2021 wurde vorgeworfen, antisemitischen Hass von Teilnehmern „komplett“ auszublenden, ebenso die „aggressive Grundhaltung vieler Demonstranten“.
Der Medienwissenschaftler Hermann Rotermund kritisierte im Juni 2023, die Sendung vermittele seit den 50er Jahren den Eindruck einer „Kurzandacht in der Wohnzimmerkapelle“. Das weltweit einzigartige Verlesen von Zusammenfassungen in einem sanft-autoritären Tonfall sei auf die Vermeidung von Dialog angelegt und nivelliere alle Ereignisse in einem Ritual von Stereotypen.
Am 1. August 2023 wurde publik, dass in einem Tagesschau-Beitrag zu einer Aktion des Discounters Penny mit um Umweltkosten korrigierten Preisen eine im Beitrag lediglich als Kundin vorgestellte Person, die sich verständnisvoll für diese Aktion zeigte, eine Produktionsassistentin des WDR war. Der Chefredakteur des WDR äußerte dazu, der Interviewer habe die Kollegin nicht gekannt und ihre Erklärung, dass sie gerade vom WDR Radio komme, wegen Nebengeräuschen nicht verstanden. Der Sender räumte noch am gleichen Tag ein, dass journalistische Standards nicht eingehalten wurden und löschte den Beitrag aus der Mediathek.

### Studien und Monografien
Sachlich-informatives Format seit 1960 beibehalten
Insgesamt wird der Tagesschau bescheinigt, dem sachlich-informativen Format seit 1960 treu geblieben zu sein. Damit habe die Tagesschau gegenüber den Nachrichten der Privatsender so viel Erfolg beim Publikum gehabt, dass sogar diese sich eher wieder dem Stil der Tagesschau angenähert hätten. In geringem Maß hätten in den öffentlich-rechtlichen Nachrichtensendungen „boulevardisierende“ Elemente aus dem „Human-Touch-Bereich“ (Prominenz und Lifestyle, Unglück und Verbrechen) Eingang gefunden.
Volker Bräutigam: Die Tagesschauer (1982)
Der frühere Tagesschauredakteur (1975 bis 1985), Journalist (bis 1996) und Personalrat des Norddeutschen Rundfunks, Gewerkschaftsvorstand (ver.di) und Publizist Volker Bräutigam analysierte in seiner Publikation von 1982 Die Tagesschauer. Ein Tagesschau-Redakteur berichtet Strukturen und Arbeitsweisen der Tagesschau-Redaktion im Spannungsgeflecht wirtschaftlicher und politischer Einflüsse. Er kam als noch aktiver Redakteur zu dem Schluss, dass die Tagesschau das bringe, „was unsere politischen Zustände bestätigt und verfestigt und was die von den öffentlichen Medien gesteuerten Massen angeblich hören und sehen wollen“. Ursachen machte Bräutigam vor allem in der von ihm mitbezeugten massiven parteipolitischen Einflussnahme über die Aufsichtsgremien aus: „Keiner wird bei uns Intendant, der den Parteien insgesamt kritisch gegenüber steht. Keiner wird Chefredakteur, es sei denn er hat die richtigen Beziehungen oder das richtige Parteibuch“. In einer Rezension für Die Zeit bezeichnete Hans-Heinrich Obuch die Momentaufnahmen und Informationen Bräutigams als „anschaulich und exakt“. Sie erhellten dem Leser „Mechanismen einer aktualitätsverpflichteten, oberflächlichen Nachrichtenzubereitung“.
Ulrich Schmitz’ Langzeitstudie (1990)
Der Sprachforscher Ulrich Schmitz von der Universität Duisburg-Essen untersuchte 1990 in einer Langzeitstudie die Sprache der Tagesschau und kam damals zu dem Ergebnis, dass sich die sprachlichen Formeln der Tagesschau seit vielen Jahren wiederholen und diese Gleichförmigkeit der Grund für ihre Beliebtheit gewesen sei. Die Tagesschau als eine Art „postmoderne Concierge“ „spendet den Zuschauern durch ihre sprachliche Kontinuität Trost.“ Sie vermittle das sichere Gefühl, dass alle Ereignisse in der Welt erklärbar seien. Die Tagesschau habe mit ihrer Präsentationsform ein Publikum gefunden, „…das zuhört, ohne behalten und verstehen zu können“. Sie schaffe, so Schmitz, ein Zitat von Enzensberger aufgreifend, „‚fiktive Befriedigung von Sinnbedürfnis‘ (Enzensberger)“.
Walter von Rossums Vorwurf des „Objektivitätsscheins“ (2007)
2007 stellte Walter van Rossum die angeblich rein informative Dienstleistung als Mythos dar und beklagte die von ihm behauptete Übernahme trivialer vorverdauter Informationen. Er vertrat außerdem die These einer Art „freiwilliger Gleichschaltung der Medien“. Die Mechanismen der Homogenisierung der Meinungen beruhe bei ARD-aktuell jedoch nicht auf Vorgaben, sondern sei das Ergebnis „täglicher Feinabstimmung“ in Konferenzen und Besprechungen, in denen sich die Sprachregelungen zu den aktuellen Themen herausbilden würden. Es gehe dabei um einen „Objektivitätsschein, der durch größtmögliche Annäherung an die politische Mitte erreicht werden soll.“ Rossum befinde, so Nils Klawitter im Spiegel, die öffentlich-rechtliche Nachrichtenbastion durchziehe ein geradezu autistisches Erzählritual. Was bleibe, sei eine „stereotype Aufbereitung von Pseudonachrichten, die den Zuschauer zum Zaungast degradiere und am Ende alles in feiner Unbegreiflichkeit verhüllt.“ Marco Bertolaso, der Leiter der Deutschlandfunk-Nachrichten, kritisierte Rossums Darstellung und die zu schmale Datenbasis (ein Sendetag). In ihrer Rezension in der Zeit kommt Insa Wilke, wie der Rezensent des Spiegel, zu dem Schluss, Rossums Kritik sei zwar insgesamt polemisch überzogen, er beschreibe jedoch prägnant den Einsatz von „erblindeten Bildern“, die ohne jeden Erkenntnisgewinn Stereotypen reproduzierten.
Gewis-Institut und SZ zu Sprachform und Nachhaltigkeit (2008)
Nach einer Gewis-Studie aus dem Jahr 2008 würden nur zwölf Prozent der Zuschauer jedes Wort und jede Meldung in der Tagesschau verstehen. Dabei, so das Ergebnis einer weiteren Umfrage der Süddeutschen Zeitung, sei nicht die mangelnde Verständlichkeit der Sprache als solche das Problem, sondern ihre Dichte, die die Zuschauer überfordere. Nach Darstellung der Bundeszentrale für politische Bildung 2012 „ist es seit den 1960er Jahren ein Problem, dass nur ein geringer Anteil der Meldungen (zwischen 20 und 40 Prozent) von den Zuschauern unmittelbar nach der Sendung aus der Erinnerung noch benannt werden kann.“ Es stelle sich damit die Frage nach der Bedeutung, die die Nachrichten für die Orientierung der Menschen wirklich haben.
Nea Matzen (2009)
In der Einleitung Macht „Tagesschau!“ des von ihr und Christian Radler herausgegebenen Sammelbands zum Thema Die Tagesschau. Zur Geschichte einer Nachrichtensendung begründet Nea Matzen die Glaubwürdigkeit der Tagesschau mit dem Bemühen um Objektivität, der Konzentration auf die politische Nachricht und der Fähigkeit zur Aufnahme der Kritik von Mitarbeitern und Außenstehenden, alles Faktoren, die durch Zeitzeugenbefragungen deutlich geworden seien. Dabei sieht Matzen mit Bourdieu alle Akteure der Tagesschau in einem gemeinsamen sozialen Feld, das wiederum zu den Feldern der ARD, des Journalismus und der Medienwelt gehöre. Es handele sich gemäß Bourdieu um eine Welt mit eigener innerer Logik. Alle Akteure orientierten sich an der Illusio der wahrheitsgetreuen Berichterstattung. Zugang zum Kreis der Akteure bekämen nur diejenigen, die den passenden Habitus aufwiesen, um dann „sendungssozialisiert“ zu werden. Mit Nassehi sieht sie das Konstrukt der Nachrichtenproduktion als selbstreferentiell: Die Tagesschau „produziere Nachrichten über Ereignisse, die so geschehen sein sollen, wie sie dargestellt werden“. Sie zitiert Bourdieu: „... wenn der Habitus ein Verhältnis zum sozialen Feld eingeht, dessen Produkt er ist, dann bewegt er sich wie ein Fisch im Wasser und die Welt erscheint ihm selbstverständlich.“ Es fänden in der Redaktion intensive Recherchen und lebhafte interne Diskussionen oder Auseinandersetzungen mit der Kritik von außen statt. Die Redaktion möchte, so Matzen, die Nachrichten eindeutig machen und nicht dem Zufall der subjektiven Interpretation überlassen, dies zeige sich an intensiver redaktionsinterner Kommunikation und Abstimmung und vor allem an der sorgfältigen Auswahl der Bilder, wobei man ein aufgeklärtes Publikum voraussetze, das ernst genommen werden möchte. Den im Felde „Gefangenen“ falle es aber schwer, so Matzen, Fundamentalkritik zu berücksichtigen, da diese das ganze „System“ „dekonstruiere“, etwa die Kritik, dass sich die Nachrichten am Ereignis und nicht an der Entwicklung orientiere oder die deutsche Sicht zu sehr auf Europa oder die USA zentriert sei. Unsichtbare Strukturen wie Ausbildung, Weltsicht, Erziehung formten die Brille und sind Grundlage für die Wirklichkeitskonstruktionen, wie Wehler am Beispiel der bildungsbürgerlich geprägten Journalisten der Weimarer Republik gezeigt habe. Veränderungen seien in dem elastischen Netz der Interaktion aller Beteiligten immer möglich, der faktisch erfolgte Wandel sei aber oft erst in der Retrospektive erkennbar.
Otto-Brenner-Studie zum Wirtschaftsjournalismus (2010)
Die Studie der Otto Brenner Stiftung von Hans-Jürgen Arlt und Wolfgang Storz von März 2010 zum Thema „Wirtschaftsjournalismus in der Krise – Zum massenmedialen Umgang mit Finanzmarktpolitik“ betrachtete unter anderem eingehend die Arbeitsweise der ARD von Frühjahr 1999 bis Herbst 2009. Untersucht wurden besonders die Formate Tagesschau und Tagesthemen. Die Studie kommt zu dem Schluss, dass sie – im Gegensatz zu den Print-Leitmedien – nicht nur handwerklich (wie in den Jahren zuvor), sondern auch vor den inhaltlichen Herausforderungen der Berichterstattung über die Krise selbst versagt hätten. Die Redaktion habe „perspektiven-arm“ gearbeitet, im Mittelpunkt hätten die jeweils offiziell wichtigsten Akteure gestanden: Vertreter der deutschen Regierung zuallererst, Bankenvertreter, wenige Wissenschaftler und deren Sichtweisen. Die Studie kommt zu einer harten Bewertung: „Hier handelt es sich um eine Perspektivenverengung mit enormen Wirklichkeitsverlusten, die als schwere journalistische Verfehlung einzustufen ist.“
Der ARD wurde außerdem zeitweise vorgeworfen, die Initiative Neue Soziale Marktwirtschaft übe zu großen und verdeckten Einfluss auf Sendungen der ARD aus.
Die Macht um acht (2017)
Die Publikation Volker Bräutigams mit Friedhelm Klinkhammer Die Macht um acht (2017) widmet sich der Darstellung, „dass die Tagesschau-Maschine weder verlässlich noch neutral und keinesfalls seriös ist. Sie ist nur wenig anderes als eben fünfzehn Minuten Staatsfunk.“ (Vorwort) In den Blättern für deutsche und internationale Politik hebt Daniela Dahn in ihrer Rezension Das Echolot der Macht hervor, die Autoren argumentierten bei ihren Rügen der Verstöße gegen Programmrichtlinen sehr präzise. Die Mitwirkungsmöglichkeit der Zuschauer in Form von Kritik erweise sich angesichts der Unangreifbarkeit des Rundfunkrats als Farce. Es sei aber wohl noch mehr als nur ein dreister Anspruch auf Unfehlbarkeit, wie die Autoren vermuteten, sondern nach Auffassung Dahns möglicherweise noch schlimmer: „Die Programm-Redakteure würden sicher auch lieber über brisante Hintergründe berichten, als die ewig gleichen Klischees zu wiederholen. Doch nur wenn sie – vielleicht sogar unbewusst – eben diese Klischees bedienen, können sie mit Anerkennung rechnen. Ja, man gewinnt den Eindruck, als horchten sie fast nur auf das Echolot der sie fördernden Hierarchien – darüber hinaus gehören interessierte Zuschauer und Leser gar nicht zur Zielgruppe.“

### Auszeichnungen
- 1987: Goldene Kamera Beste Fernsehdame 1. Platz für Dagmar Berghoff
- 1997: Goldenes Kabel Publikumspreis in Silber für die beste Nachrichtensendung
- 2000: Deutscher Comedypreis Sonderpreis für unfreiwillige Komik
- 2003: Bayerischer Filmpreis Sonderpreis für die Redaktionen in 50 Jahren
- 2014: 1. Preis des Internationalen Eyes & Ears Awards für das neue ARD-aktuell- bzw. Tagesschau-Studio in der Kategorie Beste(s) Studiogestaltung/Set-Design/Szenenbild

## Die Tagesschau-Allstars
Die Tagesschau-Allstars war ein Musikprojekt, welches im Jahr 1999 gegründet wurde. Der Grund dafür war, dass die damalige Tagesschau-Chefsprecherin Dagmar Berghoff am 31. Dezember 1999 ihre letzte Tagesschau sprach. Das Musikprojekt bestand aus den Tagesschau-Sprechern: Susanne Daubner, Jan Hofer, Jo Brauner, Eva Herman, Jens Riewa und Peter Kazantzakis. Unterstützt wurden die Sprecher von Dirk Darmstaedter und Howie Ross. Zusammen haben sie für Berghoff den Song Miss You So… (Dagmar B.) eingesungen, welches auch am 31. Dezember 1999 als Single veröffentlicht wurde. Es wurde durch das Musiklabel Edel Music veröffentlicht. Der Song wurde von Eva Herman, Gerrit Heesemann, Dirk Darmstaedter und Howie Ross geschrieben.

## Sonstiges
- Die Erkennungsmelodie der Sendung entstammt der Komposition Hammond-Fantasie des Filmmusikers Hans Carste, die er in sowjetischer Kriegsgefangenschaft schrieb. Der Jazzklarinettist Rolf Kühn bearbeitete das Stück und ließ es 1956 von einem Rundfunkorchester für die Tagesschau einspielen. Die Melodie wurde in den Jahren 1994, 1997 und 2005 jeweils zeitgemäß neu instrumentiert. Eine erneute Überarbeitung war für das Jahr 2012 geplant.[114] Nach Einwänden der Witwe des Komponisten gegen die überarbeitete Fassung und aufgrund technischer Probleme wurde bis zum 19. April 2014 noch die Fassung von 2005 verwendet.[115] Seit dem 19. April 2014 wird eine Fassung verwendet, die sich sehr stark an der Originalmelodie orientiert. Es gibt eine weitere, etwas kürzere Variante, die dann zum Einsatz kommt, wenn die Tagesschau ausnahmsweise nicht mit der Begrüßung des Sprechers, sondern mit Bildern einsetzt.[116]
- Am 26. Dezember 2012 feierte die Tagesschau ihren 60. Geburtstag. Gleichzeitig sollte ein neues Nachrichtenstudio in Betrieb genommen werden. Aufgrund technischer Probleme konnte dieser Termin nicht eingehalten werden.[117] Das neue Studio wurde stattdessen am 19. April 2014 in Betrieb genommen.
- Als bekannteste deutsche Nachrichtensendung ist die Tagesschau mehrfach von Komikern parodiert worden. Anlässlich ihres 60. Jubiläums konnte im Internet über die beliebtesten abgestimmt werden. Dabei belegten die Parodien von Loriot, Rudi Carrell und Otto Waalkes die Plätze 1–3.[118]
- Am 13. März 2013 berichtete die Hauptausgabe der Tagesschau ab 20 Uhr von der Papstwahl in Rom. Aufgrund der aktuellen Ereignisse erfolgte eine Direktübertragung vom Petersplatz. Im Laufe der Sendezeit wurde der Erzbischof von Buenos Aires, Jorge Mario Bergoglio, als neuer Papst der Öffentlichkeit vorgestellt. Anschließend folgten in der Tagesschau-Ausgabe weitere Nachrichten des Tages, sodass die Sendezeit eine Gesamtlänge von insgesamt rund 48 Minuten aufwies.[119]
- Am 3. Januar 2016 übernahm Judith Rakers eine Rolle im Hamburger Tatort Fegefeuer, in dem sie die Tagesschau moderierte, während eine Geiselnahme stattfand.[120]
- Am 22. Juli 2016 berichtete die Hauptausgabe der Tagesschau ab 20 Uhr über den Anschlag in München. Die Ausgabe dauerte eine Stunde und 14 Minuten, bis Thomas Roth mit den Tagesthemen übernahm.[121]
- Die Kosten einer Tagesschau-Ausgabe wurden 2017 mit 27.000 Euro beziffert.[122]
- Die Dauer von Beiträgen für die Sendung beträgt in der Regel 1:30 Minuten.
- Am 14. März 2019 musste Jan Hofer die Hauptausgabe der Tagesschau kurz vor dem Ende der Sendung aus gesundheitlichen Gründen abbrechen.[123]
- Im Jahr 2020 wurde Judith Rakers vor der Livesendung für die Tagesschau von Guido Cantz und Jan Hofer im Rahmen der Sendung Verstehen Sie Spaß? reingelegt.[124][125]
- Im Jahr 2021 zeichnete sich ein Moderatoren-Abgang von aus der Hauptausgabe der Tagesschau bekannten Gesichtern in Richtung des Privatfernsehens ab. So gab der langjährige Chefsprecher Jan Hofer, der seine letzte 20-Uhr-Ausgabe am 14. Dezember 2020 moderierte, seinen Wechsel zum Sender RTL bekannt; Linda Zervakis moderiert seit September 2021 eine eigene Sendung auf ProSieben. Auch die Tagesthemen-Moderatorin Pinar Atalay verließ die ARD und moderiert seit der Bundestagswahl 2021 für RTL.